# Nibionno
Nibionno est une commune italienne de la province de Lecco, dans la région Lombardie.

## Administration
| Période                                  | Période | Identité | Étiquette | Qualité |
| ---------------------------------------- | ------- | -------- | --------- | ------- |
|                                          |         |          |           |         |
| Les données manquantes sont à compléter. |         |          |           |         |

### Hameaux
Tabiago-Cibrone, California, Gaggio, Molino Nuovo, Mongodio

### Communes limitrophes
Bulciago, Cassago Brianza, Costa Masnaga, Inverigo, Lambrugo, Veduggio con Colzano